# Occhi di Laura Mars
(Tagline del film)
Occhi di Laura Mars (Eyes of Laura Mars) è un film del 1978 diretto da Irvin Kershner.
Scritto da John Carpenter, è interpretato da Faye Dunaway nel ruolo della fotografa Laura Mars, Tommy Lee Jones nel ruolo del tenente di polizia John Neville e Brad Dourif nel ruolo di Tommy Ludlow. La sceneggiatura, intitolata inizialmente Eyes, era il primo lavoro di Carpenter a essere accettato da un grande studio. La colonna sonora includeva molte canzoni del momento, come Prisoner di Barbra Streisand e Let's All Chant della Michael Zager Band. Le fotografie esposte nella scena della galleria d'arte sono di Helmut Newton.

## Trama
Laura Mars, fotografa di moda che fa largo uso di immagini violente e provocatorie per i propri lavori, è sconvolta dalle visioni extrasensoriali degli omicidi di modelle e collaboratori. La vicenda suscita l'attenzione particolare del tenente John Neville, che stringe un legame affettivo con la donna.

## Critica
Alla sua uscita, il film ricevette critiche molto negative, come quella di Roger Ebert, il quale sosteneva che la trama fosse troppo scontata. Nonostante le critiche, il film risultò un successo al botteghino, guadagnando 20 milioni di dollari. Il denaro guadagnato dalla pellicola coprì abbondantemente il budget di realizzazione di 7 milioni di dollari.

### Edizione italiana

#### Doppiaggio
Il doppiaggio italiano originale, curato dal dialoghista del film Ferdinando Contestabile, venne eseguito dalla C.V.D. negli stabilimenti della International Recording. Nel 2004, in occasione dell'uscita in Italia dell'edizione in DVD, è stato effettuato un ridoppiaggio a opera della SEFIT-CDC.

## Riconoscimenti
- Saturn Award per i miglior costumi a Theoni V. Aldredge

## Home video
In Italia è stata pubblicata in DVD un'edizione ridoppiata intitolata Gli occhi di Laura Mars.